# Universidad de Ghana
La Universidad de Ghana es la más antigua y grande de las trece universidades ghanesas públicas. Fue fundada en 1948 como el Colegio de Universidad de la Costa de Oro, y era en un principio un colegio afiliado a la Universidad de Londres, que supervisó sus programas académicos y concedió grados. Finalmente ganó el estatus de universidad plena e independiente en 1961, y ahora tiene casi 24,000 estudiantes.
El énfasis original estaba sobre las artes liberales, las ciencias sociales, la ciencia básica, la agricultura, y la medicina, pero el plan de estudios fue ampliado para proporcionar más cursos de tecnología, cursos de capacitación profesionales y la educación posgrado.
La Universidad está a 12 kilómetros al noreste de Acra.